# Raubichi
Raubichi (en biélorusse : Раўбічы) est un complexe sportif situé au nord-est de Minsk, la capitale de la Biélorussie, ouvert depuis 1974.
Le site est souvent utilisé pour le biathlon, dont il a accueilli les Championnats du monde en 1974, 1982 et 1990.
Raubichi comprend aussi le seul stade de saut à ski du pays, avec trois tremplins à l'origine. 
D'autres sports peuvent être pratiqués à Raubichi, comme le ski acrobatique, le hockey sur glace, le football ou encore le tennis. Il y a également des hôtels, restaurants, cafés et un centre médical.